# Rollingwood (Teksas)
Rollingwood – miasto w Stanach Zjednoczonych, w stanie Teksas, w hrabstwie Travis.